# Nicwałd (przystanek kolejowy)
Nicwałd – przystanek kolejowy w Nicwałdzie, w gminie Gruta, w powiecie grudziądzkim, w województwie kujawsko-pomorskim.

## Ruch pasażerski
| Rok  | Wymiana pasażerska na dobę |
| ---- | -------------------------- |
| 2017 | 20-49                      |
| 2022 | 20-49                      |

## Połączenia
- Brodnica
- Grudziądz
- Toruń Główny
- Bydgoszcz Główna